# United States Park Police

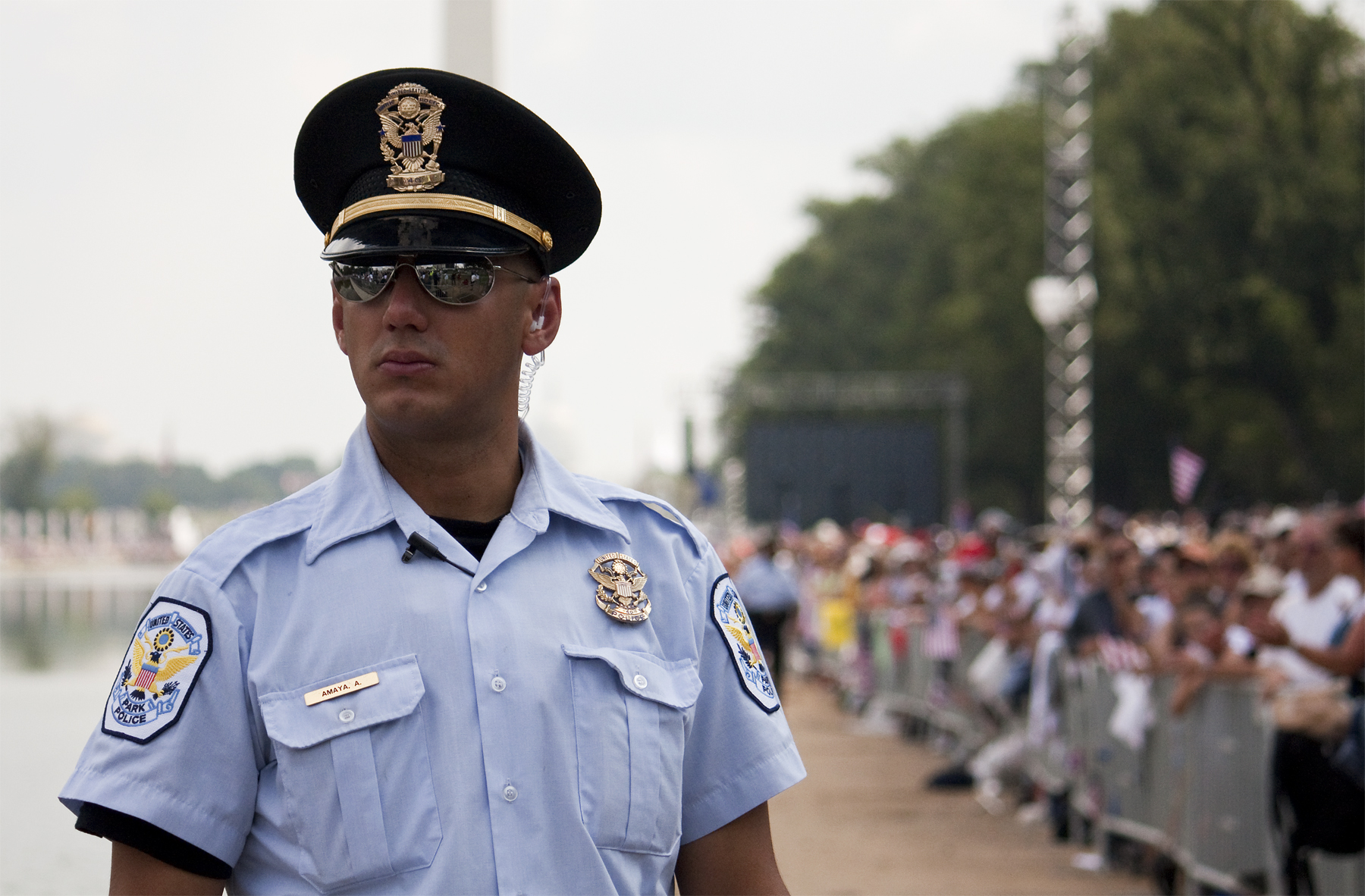
Ein Park Police Officer in Uniform

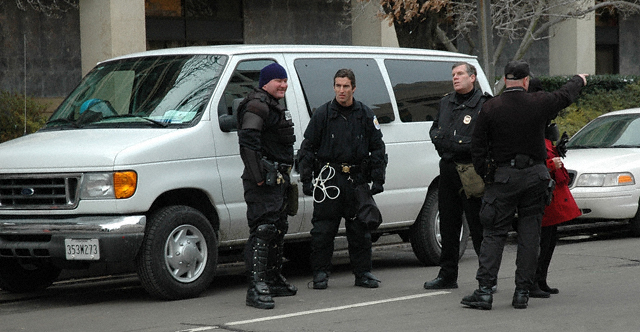
Polizeibeamte der USPP

Die United States Park Police (USPP) ist die älteste US-amerikanische Polizeibehörde des Bundes. Ihr Sitz befindet sich in Washington, D.C. und untersteht dem National Park Service, der wiederum zum Innenministerium der Vereinigten Staaten gehört. Die Beamten sind in der Regel bewaffnet und uniformiert.
Die Ursprünge gehen auf das Jahr 1791 zurück, als von Präsident George Washington Park Watchmen für den District of Columbia eingerichtet wurden. Die heutige Bezeichnung besteht erst seit 1919.

## Aufgaben
In allen Gebieten des National Park Service von den großflächigen Nationalparks bis zu den meist kleinen National Historic Site übt der National Park Service die Polizeigewalt selbständig aus. Die Durchsetzung des Jagdverbots und der sonstigen Parkverordnungen war die erste und ursprüngliche Aufgabe in den ältesten Nationalparks, erst später kamen Besucherinformation und weitere Funktionen hinzu. Dazu hat jeder Standort Ranger, die als Law Enforcement Officers ausgebildet sind.
Die United States Park Police übt die Polizeigewalt nur in den Gebieten des National Park Service in Washington, D.C., in New York City und in San Francisco aus. In Washington hat der National Park Service besonders viele, zusammenhängende oder nahe gelegene Gebiete; die Zuständigkeiten in New York City und San Francisco haben sich historisch entwickelt.

## Struktur
- Operations Division
  - Special Forces Branch mit der Intelligence/Counter Terrorism Unit
  - Criminal Investigations Branch
  - Patrol Branch
  - Support Services Group

Die USPP unterhält seit 1975 ein Spezialeinsatzkommando: das United States Park Police Special Weapons and Tactics Team. Stützpunkt der 1973 aufgestellten Aviation Unit ist der Anacostia Park in Washington, D.C. (Eagles’ Nest). Derzeit verfügt sie über eine Luftflotte von vier Helikoptern.
Die Abteilung Field Office Division ist in das San Francisco Field Office und das New York Field Office unterteilt.

## Sonstiges

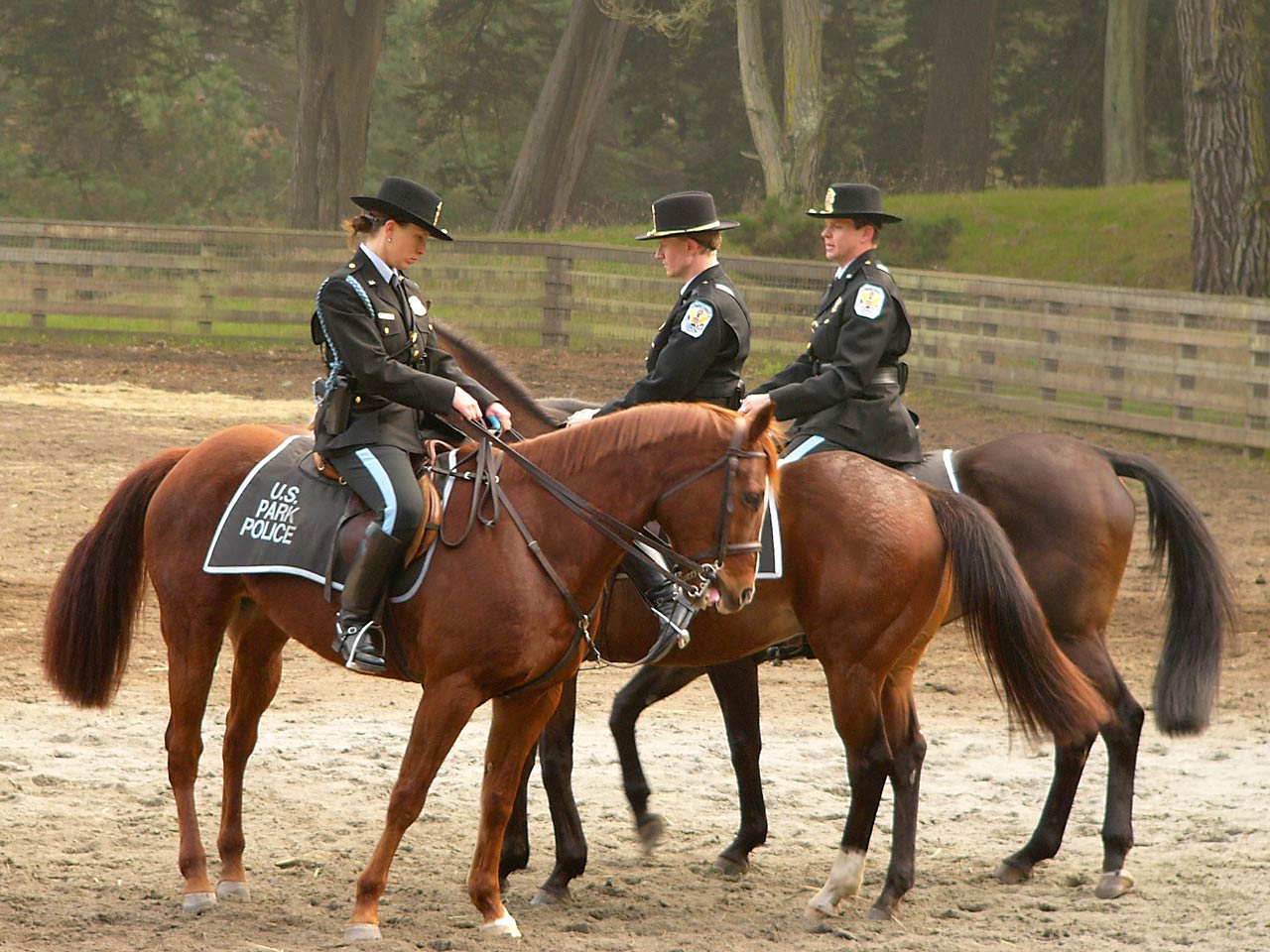
Polizeibeamte der USPP zu Pferde

Die Ausbildung der Beamten findet am Federal Law Enforcement Training Center (FLETC) in Brunswick (Georgia) statt.